# Ethinylestradiol sulfonate
Ethinylestradiol sulfonate (EES), được bán dưới tên biệt dược Deposiston và Turisteron, là một loại thuốc estrogen đã được sử dụng trong thuốc tránh thai cho phụ nữ và trong điều trị ung thư tuyến tiền liệt ở nam giới. Nó cũng đã được điều tra trong điều trị ung thư vú ở phụ nữ. Thuốc được kết hợp với norethisterone axetat trong thuốc tránh thai. EES được dùng bằng đường uống mỗi tuần một lần.
Tác dụng phụ của EES ở nam giới bao gồm đau vú, gynecomastia, nữ tính hóa, rối loạn chức năng tình dục và các biến chứng tim mạch, trong số những người khác. EES là một estrogen tổng hợp và do đó là một chất chủ vận của thụ thể estrogen, mục tiêu sinh học của estrogen như estradiol. Nó là một ester estrogen và một tiền chất lâu dài của ethinylestradiol trong cơ thể. EES nhanh chóng được đưa vào chất béo và từ từ thoát ra khỏi nó, dẫn đến thời gian bán hủy sinh học khoảng 6   ngày với đường uống và cho phép dùng thuốc chỉ một lần mỗi tuần.
EES lần đầu tiên được tổng hợp vào năm 1967, lần đầu tiên được giới thiệu là thuốc tránh thai vào năm 1978 và được giới thiệu để điều trị ung thư tuyến tiền liệt vào năm 1980. Nó đã được bán trên thị trường Đức, nhưng có thể không còn nữa.

## Sử dụng trong y tế
EES đã được sử dụng kết hợp với norethisterone axetat như một loại thuốc tránh thai mỗi tuần một lần và bản thân nó là một hình thức trị liệu estrogen liều cao trong điều trị ung thư tuyến tiền liệt. Nó cũng đã được đánh giá trong điều trị ung thư vú. Thuốc được sử dụng với liều 1 mg mỗi tuần một lần trong thuốc tránh thai và 1 đến 2 mg mỗi tuần một lần trong điều trị ung thư tuyến tiền liệt. Liều 1 tuần và 2 mg EES/tuần tương đương với liều hàng ngày là 0,143 mg và 0,285 mg EES, tương ứng.
EES đã được sử dụng kết hợp với các antiandrogen như flutamide, bicalutamide và cyproterone axetat như một hình thức phong tỏa androgen kết hợp và thay thế cho sự kết hợp giữa antiandrogen và phẫu thuật hoặc thiến y khoa trong điều trị ung thư tuyến tiền liệt.
| Lộ trình / hình thức                                                                                     | Estrogen                 | Liều dùng |
| --- | ------------------------ | --- |
| Uống | Estradiol                | một con2 mg 3x / ngày |
| Uống | Estrogen liên hợp        | 1,25 2,5,5 mg 3x / ngày |
| Uống | Ethinylestradiol         | 0,15 sắt2 mg / ngày |
| Uống | Ethonestradiol sulfonate | một con2 mg 1x / tuần |
| Uống | Diethylstilbestrol       | một con3 mg / ngày |
| Uống | Điện thoại               | 5 mg / ngày |
| Uống | Hexestrol                | 5 mg / ngày |
| Uống | Fosfestrol               | 120 sắt480 mg 1 Lần3x / ngày |
| Uống | Clorotrianisene          | 12 con24 mg / ngày |
| Uống | Quadrosilan              | 900 mg / ngày |
| Uống | Estramustine phosphat    | 140 con1400 mg / ngày |
| Miếng dán                                                                                                | Estradiol                | hai con6x 100 gg / ngày </br> Tổng số: 1x 100 gg / ngày                                                                          |
| Tiêm <abbr title="<nowiki>Intramuscular</nowiki>">IM hoặc <abbr title="<nowiki>subcutaneous</nowiki>">SC | Estradiol benzoat        | 1,66 mg 3x / tuần |
| Tiêm <abbr title="<nowiki>Intramuscular</nowiki>">IM hoặc <abbr title="<nowiki>subcutaneous</nowiki>">SC | Estradiol lưỡng cực      | 5 mg 1x / tuần |
| Tiêm <abbr title="<nowiki>Intramuscular</nowiki>">IM hoặc <abbr title="<nowiki>subcutaneous</nowiki>">SC | Estradiol valates        | 10 trận4040 1x / 1 trận2 tuần |
| Tiêm <abbr title="<nowiki>Intramuscular</nowiki>">IM hoặc <abbr title="<nowiki>subcutaneous</nowiki>">SC | Estradiol unecylate      | 100 mg 1x / 4 tuần |
| Tiêm <abbr title="<nowiki>Intramuscular</nowiki>">IM hoặc <abbr title="<nowiki>subcutaneous</nowiki>">SC | Phosphate polyestradiol  | Một mình: 160 đỉnh320 mg 1x / 4 tuần </br> Với <abbr title="<nowiki>ethinylestradiol</nowiki>">EE miệng: 40 mật80 mg 1x / 4 tuần |
| Tiêm <abbr title="<nowiki>Intramuscular</nowiki>">IM hoặc <abbr title="<nowiki>subcutaneous</nowiki>">SC | Estrone                  | 2 Lốc4 mg 2 Lốc3x / tuần |
| Tiêm <abbr title="<nowiki>Intravenous</nowiki>">IV                                                       | Fosfestrol               | 300 V121200 mg 1 Lần7x / tuần |
| Tiêm <abbr title="<nowiki>Intravenous</nowiki>">IV                                                       | Estramustine phosphat    | 240 con450 mg / ngày |
| Lưu ý: Liều dùng không nhất thiết phải tương đương. Nguồn: Xem mẫu.                                      |                          | |

## Tác dụng phụ
Tác dụng phụ của EES ở nam giới bao gồm đau vú, gynecomastia, nữ tính hóa, rối loạn chức năng tình dục, khó thở (6,8%), tăng nồng độ prolactin và độc tính trên tim mạch. Các biến chứng tim mạch của EES ở nam giới bị ung thư tuyến tiền liệt đặc biệt bao gồm phù (4,5 đến 26%), cục máu đông như huyết khối tĩnh mạch sâu (4,1 đến 15%) và tắc mạch phổi, đau tim (2,3 đến 18%), đột quỵ (2,3 đến 3,0%) %) và bệnh động mạch vành (3,3%).
EES đã được mô tả là có khả năng dung nạp tốt so với EE trong điều trị ung thư tuyến tiền liệt, một đặc tính được mô tả là "đáng chú ý". Este sulfonate độc đáo của EES dường như làm giảm tính estrogen ở gan, do đó làm giảm tác dụng phụ của nó đối với sự tổng hợp protein của gan. Đặc biệt, EES được cho là đã giảm đáng kể tác dụng phụ về tim mạch so với EE khi được sử dụng như một hình thức trị liệu estrogen liều cao trong điều trị ung thư tuyến tiền liệt. Điều này một phần có thể liên quan đến tần suất EES uống giảm đáng kể so với EE, vì EE ngoài đường, qua đường gan đầu tiên xảy ra với EE miệng, đã được phát hiện có tác động thấp hơn 5 lần đối với gan tổng hợp protein theo trọng lượng hơn EE đường uống.

## Dược lý

Ethinylestradiol (EE), dạng hoạt động của EES.

EES là một ester estrogen và tiền chất tác dụng dài của ethinylestradiol (EE) được dùng bằng đường uống. Trọng lượng phân tử của EES là khoảng 136% của EE do sự hiện diện của este isopropylsulfonate C3 của nó, và do đó EES chứa khoảng 74% lượng EE của một liều EE tương đương. EES có nhiều lipophilic hơn EE và điều này dẫn đến hiệu ứng kho trong đó EES được đưa vào chất béo và sau đó từ từ được giải phóng khỏi nó. Sau khi giải phóng chất béo, EES bị thủy phân thành EE. Kết quả của hiệu ứng kho này, EES có thời gian bán hủy rất dài khoảng 6 ngày  Điều này cho phép nó được thực hiện một lần mỗi tuần. Cả EES và quinestrol thuốc liên quan đã được mô tả là estrogen uống depot.
EES là một antigonadotropin mạnh mẽ và có khả năng ức chế tổng lượng testosterone lưu hành ở nam giới đến nồng độ tương đương với nồng độ được nhìn thấy khi thiến (ít hơn 1 đến 3% giá trị ban đầu). Ngoài ra, EES có thể làm tăng mạnh mức độ globulin gắn với hormone giới tính (SHBG), do đó làm giảm nồng độ testosterone tự do. Như vậy, EES là một antiandrogen chức năng mạnh mẽ, giúp nó hữu ích trong điều trị ung thư tuyến tiền liệt.
Thời gian bán hủy sinh học của EES trong máu đã được báo cáo là 3 giờ.

## Hóa học
EES, còn được gọi là ethinylestradiol 3-isopropylsulfonate hoặc ethinylestradiol 3- (2-propanesulfonate), là một steroid estrane tổng hợp và là dẫn xuất của estradiol. Cụ thể, đó là este isopropyl sulfonate của ethinylestradiol (17α-ethynylestradiol). EES tương tự như quinestrol (EE 3- cyclopentyl ether), là một ether C3 của EE và là một loại estrogen dạng uống lâu dài tương tự.
Các chất tương tự của EES bao gồm ethinylestradiol N, N -diethylsulfamate (J271) và ethinylestradiol pyrrolidinosulfamate (J272). Những chất tương tự này được hấp thu nhanh chóng bởi hồng cầu trong máu của tĩnh mạch cửa gan trong lần truyền đầu tiên với đường uống và được phát hiện là estrogen đường uống mạnh hơn nhiều so với EE hoặc EES. Bản thân EE và EES không có ái lực với hồng cầu. EES và các este chứa lưu huỳnh C3 có liên quan của EE đã dẫn đến sự phát triển của estrogen sulfamate như estradiol 3-sulfamate (J995), estriol 3-sulfamate (J1034) và estradiol 17β- (1- (4 - (aminosulfonyl) L-proline) (EC508), là các tiền chất estradiol đường uống mạnh có khả năng liên kết với hồng cầu tương tự và đang được điều tra để sử dụng lâm sàng.

## Lịch sử
EES lần đầu tiên được tổng hợp vào năm 1967 tại Jenapharm. Nó lần đầu tiên được giới thiệu để sử dụng kết hợp với norethisterone axetat dưới tên thương hiệu Deposiston là thuốc tránh thai mỗi tuần một lần cho phụ nữ vào năm 1978. Loại thuốc này sau đó đã được giới thiệu dưới tên thương hiệu Turisteron để điều trị ung thư tuyến tiền liệt ở nam giới vào năm 1980.

## Xã hội và văn hoá

### Tên gốc
Ethinylestradiol sulfonate là tên gốc của thuốc, nhưng nó cũng thường được biết đến với tên thương hiệu Deposiston và Turisteron. Nó dường như không có một INN hoặc các chỉ định khác như vậy. EES cũng được biết đến với tên mã phát triển trước đây là J96.

### Tên biệt dược
EES đã được bán trên thị trường kết hợp với norethisterone axetat dưới tên thương hiệu Deposiston để sử dụng làm thuốc tránh thai ở phụ nữ và dưới tên thương hiệu Turisteron để sử dụng trong ung thư tuyến tiền liệt ở nam giới.

### Tính khả dụng
EES đã được bán trên thị trường Đức, mặc dù có vẻ như nó không còn nữa.